# Кареја
Кареја (грч. Καρυές, Каријес) је насељено место на планини и полуострву Атос на полуострву Халкидики у северној Грчкој. Седиште је Аутономне монашке републике Света Гора. 
Кареја је монашки градић, својеврсна престоница и духовни центар Свете Горе већ дуже од једног миленијума. Сама реч ‘кареја’ у преводу значи ‘орах’, којих има много у околини. Налази се на самој средини полуострва, на североисточним обронцима Атоса, на источној страни, око 500−600 m изнад мора.

## Управно седиште Свете Горе
У Кареји се налази Протат, у коме се остварује врховна самоуправа и суд, а у граду се такође налази и управитељ. Протат образује ‘Свештена заједница’ (‘Кинотис’), а из Свештене заједнице изабрани Савет – ‘Епистасија’. Свештену општину сачињавају заступници манастира (Антипросопи), по један из сваког од двадесет светогорских манастира. Епистасија, која има функцију извршне власти, формира се сваке године од по једног представника из пет главних манастира. Најстарији од Епистаса је Протоепистас. Протоепистасима могу бити монаси само из пет главних манастира: Велике лавре, Ватопеда, Ивирона, Хиландара и Дионизијата, и они се смењују по реду.
У Кареји се налазе конаци свих атонских манастира, осим манастира Кутлумуша, који је покрај саме Кареје. Такође се налазе пошта, телеграф, царина, лучна и полицијска управа, продавнице и амбуланта. Карејска Саборна црква Успења Пресвете Богородице је најстарија на Светој гори и према предању основао ју је 335. године цар Константин Велики. Храм је страдао од пожара, а обновљен је у Х веку за време владавине цара Нићифора Фоке. У ХΙΙ веку храм су уништили католици, а поново су га обновили бугарски цареви. Овде су сачуване фреске из XIV века, а на горњем делу олтара налази се светиња Кареје, чудотворна икона Мајке Божије Достојно Јест, а чува се такође и чудотворна икона Христа Спаситеља. Чудотворна икона Мајке Божије Млекопитатељница налази се у келији Светог Саве Српског званој Типикарница. У Кареји живи око сто монаха.